# شارمن سميث
شارمن سميث (بالإنجليزية: Charmaine Smith)‏ هي لاعبة اتحاد الرغبي نيوزيلندية، ولدت في 15 نوفمبر 1990.